# Beaumettes
Beaumettes település Franciaországban, Vaucluse megyében. Lakosainak száma 308 fő (2022. január 1.). Beaumettes Gordes, Goult és Ménerbes községekkel határos.

## Népesség
A település népességének változása:
| Lakosok száma | 245  | 249  | 254  | 255  | 267  | 280  | 293  | 303  | 308  |
|               | 2013 | 2015 | 2016 | 2017 | 2018 | 2019 | 2020 | 2021 | 2022 |